# Deinocerites costaricensis
Deinocerites costaricensis is een muggensoort uit de familie van de steekmuggen (Culicidae). De wetenschappelijke naam van de soort is voor het eerst geldig gepubliceerd in 1970 door Adames & Hogue.